# Índice de Kaitz
El índice de Kaitz es un indicador económico que representa el cociente entre el salario mínimo legal y el salario mediano.
Fue definido por Hyman Kaitz en 1970 como una media ponderada de los cocientes entre el salario mínimo y el salario mediano  las ramas de actividad (o de los distintos sectores) que conforman la economía. Se expresa mediante la siguiente fórmula:
| Símbolo                | Nombre |
| ---------------------- | --- |
| {\displaystyle f_{it}} | Proporción de menores de edad en la rama de actividad i para el año t, en caso de que este dato sea relevante (porque se defina un salario mínimo más bajo para trabajadores de menos de 18 años y estos trabajadores sean de interés) |
| {\displaystyle m_{t}}  | Salario mínimo para el año t |
| {\displaystyle w_{it}} | Salario mediano en la rama de actividad i para el año t |
| {\displaystyle c_{it}} | Proporción de trabajadores de la rama de actividad i que perciben el salario mínimo en el año t |